# Лихарева, Татьяна Константиновна
Татьяна Константиновна Лихарева (в замужестве Даниленко, род. 4 сентября 1940, Москва, СССР) — советская фигуристка, четырехкратная чемпионка СССР 1954-55 и 1958-59 в одиночном катании. Мастер спорта СССР (1954). Выступала за спортивное общество «Динамо» (Москва). Впоследствии — известная судья всесоюзной, всероссийской и международной категории (судья ИСУ). Принимала участие в судействе 6 Олимпийских игр, 12 Чемпионатов мира, 14 Чемпионатов Европы, 3 Чемпионатов мира среди юниоров, 3 «специальных» Олимпиад (Special Olympics), соревнований Гран-При среди взрослых и юниоров, в том числе финалов Гран-При, других международных соревнований.

## Биография
Родилась в спортивной семье, отец — Константин Лихарев, был чемпионом СССР по фигурному катанию 1929 (по данным энциклопедии «Динамо»), судьей международной категории. Начала заниматься фигурным катанием в 1946 году (ДЮСШ «Юный Динамовец»). С 1947 — в «Динамо» (Москва). Шестикратная победительница первенства Москвы (1953—1955, 1958—1960) и ЦС «Динамо». Победительница Спартакиады народов РСФСР (1958). Чемпионка РСФСР (1958).
В 1964 году с отличием окончила МВТУ имени Н. Э. Баумана, кандидат технических наук.

## Результаты
| Соревнования/Сезоны | 1953 | 1954 | 1955 | 1956 | 1957 | 1958 | 1959 | 1960 |
| ------------------- | ---- | ---- | ---- | ---- | ---- | ---- | ---- | ---- |
| Чемпионаты СССР     | 1    | 1    | 1    | 2    | 3    | 1    | 1    | 3    |